# Communauté de communes Aure Louron
 (mars 2019).
Si vous disposez d'ouvrages ou d'articles de référence ou si vous connaissez des sites web de qualité traitant du thème abordé ici, merci de compléter l'article en donnant les références utiles à sa vérifiabilité et en les liant à la section « Notes et références ».
La communauté de communes Aure Louron est une communauté de communes française, située dans le département des Hautes-Pyrénées et la région Occitanie.

## Historique
Elle est créée le 26 décembre 1995 sous le nom de communauté de communes des Véziaux d'Aure (CCVA). Elle est alors composée de 9 communes et a son siège à Grézian.
Le 1er janvier 2017, en application de la loi NOTRe du 7 août 2015, le périmètre de la CCVA est élargi aux communautés de communes d'Aure, de la Haute Vallée d'Aure, Aure 2008 et de la Vallée du Louron. La communauté de communes compte alors 47 communes représentant l'ensemble des vallées d'Aure et du Louron. Elle prend le nom de « communauté de communes Aure Louron » et ses statuts sont modifiés par l'arrêté préfectoral n°65-2016-12-30-003 portant modification des statuts de la communauté de communes des Véziaux d'Aure.

## Territoire communautaire

### Composition
La communauté de communes est composée des 46 communes suivantes :

| Nom                          | Code Insee | Gentilé                          | Superficie (km2) | Population (dernière pop. légale) | Densité (hab./km2) |
| ---------------------------- | ---------- | -------------------------------- | ---------------- | --------------------------------- | ------------------ |
| Arreau (siège)               | 65031      | Aurois                           | 11,07            | 732 (2022)                        | 66                 |
| Adervielle-Pouchergues       | 65003      | Aderguois                        | 9,14             | 147 (2022)                        | 16                 |
| Ancizan                      | 65006      | Ancizanois                       | 39,97            | 286 (2022)                        | 7,2                |
| Aragnouet                    | 65017      | Aragnouetois                     | 108,29           | 286 (2022)                        | 2,6                |
| Ardengost                    | 65023      | Ardengostois                     | 5,82             | 12 (2022)                         | 2,1                |
| Aspin-Aure                   | 65039      | Aspinaurois                      | 12,27            | 41 (2022)                         | 3,3                |
| Aulon                        | 65046      | Aulonais                         | 28,84            | 99 (2022)                         | 3,4                |
| Avajan                       | 65050      | Avajanois                        | 3,29             | 81 (2022)                         | 25                 |
| Azet                         | 65058      | Azetois                          | 26,63            | 146 (2022)                        | 5,5                |
| Bareilles                    | 65064      | Bareillois                       | 20,84            | 39 (2022)                         | 1,9                |
| Barrancoueu                  | 65066      | Barrancouais                     | 3,8              | 38 (2022)                         | 10                 |
| Bazus-Aure                   | 65075      | Bazusaurois                      | 1,95             | 144 (2022)                        | 74                 |
| Beyrède-Jumet-Camous         | 65092      | Beyrèdois                        | 19,19            | 210 (2022)                        | 11                 |
| Bordères-Louron              | 65099      | Borderais                        | 17,41            | 143 (2022)                        | 8,2                |
| Bourisp                      | 65106      | Bourispais                       | 1,9              | 190 (2022)                        | 100                |
| Cadéac                       | 65116      | Caducéens                        | 6,15             | 304 (2022)                        | 49                 |
| Cadeilhan-Trachère           | 65117      | Cadeilhanois                     | 4,86             | 45 (2022)                         | 9,3                |
| Camparan                     | 65124      | Camparanais                      | 2,35             | 51 (2022)                         | 22                 |
| Cazaux-Debat                 | 65140      | Cabatois                         | 1,48             | 33 (2022)                         | 22                 |
| Cazaux-Fréchet-Anéran-Camors | 65141      | Cazausiens                       | 12,35            | 65 (2022)                         | 5,3                |
| Ens                          | 65157      | Ensois                           | 3,49             | 25 (2022)                         | 7,2                |
| Estarvielle                  | 65171      | Estarviellois                    | 0,82             | 34 (2022)                         | 41                 |
| Estensan                     | 65172      | Estensanais                      | 1,54             | 45 (2022)                         | 29                 |
| Fréchet-Aure                 | 65180      | Fréchetais                       | 3,4              | 16 (2022)                         | 4,7                |
| Génos                        | 65195      | Génosais                         | 23,63            | 132 (2022)                        | 5,6                |
| Germ                         | 65199      | Germois                          | 12,55            | 33 (2022)                         | 2,6                |
| Gouaux                       | 65205      | Gouaussiens                      | 6,02             | 55 (2022)                         | 9,1                |
| Grailhen                     | 65208      | Grailhenots                      | 6,06             | 23 (2022)                         | 3,8                |
| Grézian                      | 65209      | Grézianais                       | 1,98             | 82 (2022)                         | 41                 |
| Guchan                       | 65211      | Guchanais                        | 2,59             | 149 (2022)                        | 58                 |
| Guchen                       | 65212      | Guchenois                        | 5,55             | 313 (2022)                        | 56                 |
| Ilhet                        | 65228      | Ilhetois                         | 8,02             | 121 (2022)                        | 15                 |
| Jézeau                       | 65234      | Jézeous                          | 12,2             | 104 (2022)                        | 8,5                |
| Lançon                       | 65255      | Lançonnais                       | 2,8              | 30 (2022)                         | 11                 |
| Loudenvielle                 | 65282      | Loudenviellois                   | 43,36            | 348 (2022)                        | 8                  |
| Loudervielle                 | 65283      | Louderviellois                   | 5,39             | 49 (2022)                         | 9,1                |
| Mont                         | 65317      | Montois                          | 8,41             | 35 (2022)                         | 4,2                |
| Pailhac                      | 65354      | Pailhacais                       | 0,99             | 83 (2022)                         | 84                 |
| Ris                          | 65379      | Rissois                          | 1,89             | 13 (2022)                         | 6,9                |
| Sailhan                      | 65384      | Sailhanais                       | 2,64             | 171 (2022)                        | 65                 |
| Saint-Lary-Soulan            | 65388      | Saint-Laryens ou Saint-Hilariens | 90,97            | 837 (2022)                        | 9,2                |
| Sarrancolin                  | 65408      | Sarrancolinois                   | 32,1             | 550 (2022)                        | 17                 |
| Tramezaïgues                 | 65450      |                                  | 34,96            | 35 (2022)                         | 1                  |
| Vielle-Aure                  | 65465      | Viellaurois                      | 5,38             | 304 (2022)                        | 57                 |
| Vielle-Louron                | 65466      | Viellois                         | 2,89             | 81 (2022)                         | 28                 |
| Vignec                       | 65471      | Vignecois                        | 6,42             | 201 (2022)                        | 31                 |

### Démographie
| 1968  | 1975  | 1982  | 1990  | 1999  | 2006  | 2011  | 2016  | 2022  |
| ----- | ----- | ----- | ----- | ----- | ----- | ----- | ----- | ----- |
| 6 793 | 6 222 | 6 334 | 6 707 | 6 874 | 7 283 | 7 142 | 6 943 | 6 961 |

## Administration

### Présidence
| Période                                  | Période  | Identité           | Étiquette | Qualité                   |
| ---------------------------------------- | -------- | ------------------ | --------- | ------------------------- |
| 1995                                     | 2017     | Jean-Louis Anglade | DVD       | Maire de Cadéac (1983 → ) |
| 2017                                     | En cours | Philippe Carrère   | SE        | Maire d'Arreau (2014 → )  |
| Les données manquantes sont à compléter. |          |                    |           |                           |